# ハリケーン・カミーユ
ハリケーン・カミーユ（Hurricane Camille）は、1969年8月にアメリカ合衆国を襲った大型ハリケーンである。別名は「カミール」、「カミル」。
国際名Camilleは、この年限りで引退となった。代わりにCindyという国際名に変更となった。
| 順位 | ハリケーン                  | 年     | 中心気圧 (hPa) |
| ---- | --------------------------- | ------ | -------------- |
| 1    | ウィルマ（Wilma）           | 2005年 | 882            |
| 2    | ギルバート（Gilbert）       | 1988年 | 888            |
| 3    | レイバー・デー（Labor Day） | 1935年 | 892            |
| 4    | リタ（Rita）                | 2005年 | 895            |
| 5    | アレン（Allen）             | 1980年 | 899            |
| 6    | カミーユ（Camille）         | 1969年 | 900            |
| 7    | カトリーナ（Katrina）       | 2005年 | 902            |
| 8    | ミッチ（Mitch）             | 1998年 | 905            |
| 8    | ディーン（Dean）            | 2007年 | 905            |
| 10   | マリア（Maria）             | 2017年 | 908            |